# Jim Reeves
Jim Reeves (Galloway, Texas, 1923. augusztus 20. – Nashville, Tennessee, 1964. július 31.) amerikai countryénekes.

## Pályafutása
Mary Beulah Adams Reeves és Thomas Middleton Reeves gyermeke, összesen nyolcan voltak testvérek. Kezdetben baseballozott, azonban egy sérülés miatt abba kellett hagynia. 1943-ban szívproblémája miatt nem került be az amerikai hadsereg kötelékébe. Ezután rádióbemondóként dolgozott Shreveportban. 1947. szeptember 3-án feleségül vette Mary White-ot, közös gyermekük nem született. Az 1950-es években készítette első felvételeit, és tízéves szerződést írt alá az RCA Victorral. Az 1960-as években Dél-Afrikában népszerűbbnek bizonyult Elvis Presley-nél is, s több afrikaans nyelvű felvételt készített. 1963-ban Nagy-Britanniában és Írországban is turnézott. 1964. április 16-án Oslóban is fellépett Bobby Bare-rel, Chet Atkins-szel, a Blue Boys-szal és az Anita Kerr Singers-szel. 1964. július 31-én repülőgépével viharba keveredett és lezuhant. Két nappal később találták meg a roncsot.
Halála után három évvel, 1967-ben, beiktatták a Country-hírességek Csarnokába.

## Diszkográfia
A listán csak az albumok szerepelnek
- Jim Reeves Sings (Abbott Records, 1956)

- Singing Down the Lane (1956)
- Bimbo (1956)
- Jim Reeves (1957)
- Girls I Have Known (1958)
- God Be With You (1958)
- Songs To Warm The Heart (1959)
- The Intimate Jim Reeves (1960)
- According To My Heart (1960)
- Tall Tales and Short Tempers (1961)
- Talkin' To Your Heart (1961)
- A Touch Of Velvet (1962)
- He'll Have To Go (1962)
- We Thank Thee (1962)
- The Country Side Of (1962)
- In Suid Africa (1962) (afrikaans nyelven) Chet Atkins-szel és Floyd Cramerrel.
- Jy Is My Liefling (1963) (afrikaans nyelven)
- Gentleman Jim (1963)
- The International Jim Reeves (1963)
- Good 'N' Country (1963)
- Twelve Songs Of Christmas (1963)
- Kimberley Jim (1964)
- Moonlight and Roses (1964)
- The Best Of Jim Reeves (1964)
- Have I Told You Lately That I Love You? (1964)
- The Jim Reeves Way (1965)
- Up Through The Years (1965)
- The Best Of Jim Reeves Vol. II (1965)
- Distant Drums (1966)
- Yours Sincerely, Jim Reeves (1966)
- Blue Side Of Lonesome (1967)
- A Touch of Sadness (1968)
- Jim Reeves On Stage (1968)
- Jim Reeves and Some Friends (1969)
- Golden Records (1969)
- The Best Of Jim Reeves Vol. III (1969)
- Jim Reeves Writes You a Record (1971)
- A Legendary Performer (1976)

## Fordítás
- Ez a szócikk részben vagy egészben  a   Jim Reeves című angol Wikipédia-szócikk fordításán alapul.  Az eredeti cikk szerkesztőit annak laptörténete sorolja fel. Ez a jelzés csupán a megfogalmazás eredetét és a szerzői jogokat jelzi, nem szolgál a cikkben szereplő információk forrásmegjelöléseként.
- Ez a szócikk részben vagy egészben  a   Jim Reeves című lengyel Wikipédia-szócikk fordításán alapul.  Az eredeti cikk szerkesztőit annak laptörténete sorolja fel. Ez a jelzés csupán a megfogalmazás eredetét és a szerzői jogokat jelzi, nem szolgál a cikkben szereplő információk forrásmegjelöléseként.